# Horacio Elizondo
Pour les articles homonymes, voir Elizondo.
Horacio Marcelo Elizondo, né le 4 novembre 1963 à Don Bosco, (Partido de Quilmes), est un arbitre argentin international de football.

## Biographie
Après des études d'éducation physique, il est embauché comme arbitre par la fédération d'Argentine de football au début des années 1990. Il arbitre son premier match de première division argentine à l'occasion du match opposant le Deportivo Español à l'Atletico Belgrano en 1992.
Il reçoit sa qualification d'arbitre international en 1994 et arbitre pour la première fois en tant que tel lors du match Équateur-Colombie (9 octobre 1994) comptant pour les qualifications au Mondial 1998.
Il participe ensuite (entre autres) à deux Copa América (1997 et 1999), à la Coupe du monde des clubs de 2000 (à l'occasion de laquelle il délivrera un carton rouge à David Beckham lors de Manchester-Club Necaxa), à la Coupe du monde des moins de 20 ans de 2003 et 2005 et aux Jeux Olympiques d'Athènes 2004.
Il est désigné par la fédération argentine pour être son représentant dans le corps arbitral de la Coupe du monde 2006 avec ses assistants Darío García et Rodolfo Otero.
Il y arbitra finalement cinq matches (Allemagne-Costa Rica, match d'ouverture, République tchèque-Ghana, Suisse-Corée du Sud, Angleterre-Portugal et la finale, Italie-France). Le fait d'arbitrer à la fois le match d'ouverture et la finale de cette compétition, ce qui est une première dans l'histoire, est bien sûr une consécration pour lui. Lors de la finale, il expulse Zinédine Zidane pour son coup de tête sur le thorax de Marco Materazzi. Il prit cette décision à la suite du témoignage de son 4e arbitre, l'Espagnol Luis Medina Cantalejo, qui déclare avoir vu l'action depuis sa position sur le bord du terrain. Cependant, des doutes sont émis notamment de la part des joueurs français et de Raymond Domenech, sélectionneur de l'équipe de France à l'époque, qui pensent que le 4e arbitre a consulté son écran de contrôle présent sur le bord du terrain,, alors que l'assistance vidéo à l'arbitrage n'a été expérimentée puis autorisée par la FIFA qu'à partir de 2017, pour les compétitions internationales.
Le 10 mai 2007, il est nommé par le chef du gouvernement argentin de Néstor Kirchner sous-secrétaire d'État aux affaires sportives.